# Cinq Jours en juin
Pour plus de détails, voir Fiche technique et Distribution.
Cinq Jours en juin est un film français réalisé par Michel Legrand, sorti en 1989. Il s'agit d'un récit autobiographique[réf. nécessaire] dédié à sa mère, Marcelle.

## Synopsis
Michel, âgé de quinze ans, termine second au prix de piano du Conservatoire de Paris le jour où les alliés débarquent sur les plages de Normandie. Les trains sont réquisitionnés, lui et sa mère ne peuvent plus rentrer en Normandie. Avec Yvette, une jeune femme délurée, ils volent des bicyclettes et partent pour Saint-Lô. Sur leur chemin, ils échappent à des bombardements et à des combats, assistent à la débâcle des troupes allemandes, dont un officier soupçonne que ses partitions de piano recèlent un message pour la Résistance, rencontrent des soldats américains qui l'initient au blues et Michel vit ses premiers émois amoureux avec Yvette.

## Fiche technique
- Titre : Cinq Jours en juin
- Réalisation : Michel Legrand
- Scénario : Michel Legrand Benjamin Legrand Pierre Huyteroeven
- Photographie : Jean-Yves Le Mener
- Montage : Jean Ravel
- Musique : Michel Legrand
- Son : Jean-Pierre Ruh
- Conseiller technique : Bernard Toublanc-Michel
- Pays d'origine :  France
- Format : Couleurs - 35 mm - 1,85:1 - Mono
- Durée : 108 minutes
- Date de sortie : 1er mars 1989

## Distribution
- Sabine Azéma : Yvette
- Annie Girardot : Marcelle
- Matthieu Rozé : Michel
- Christoph Moosbrugger : l'officier SS
- Shelton Becton : soldat américain à moto et pianiste dans les dernières scènes du film à la ferme (Shelton Becton est un pianiste et chanteur qui a commencé à jouer à 4 ans et a reçu la mention "summa cum laude" lors de son diplôme à l'Université Howard[1])
- Sangoma Everett : Alexander, soldat américain
- Robert Ground : Gene, soldat américain
- Richard Probst : un officier américain
- Bradley Cole : un officier américain
- Bernard Lavalette : le patron de l'hôtel
- André Weber : Docteur Robert
- Nathalie Nerval : la baronne
- Jacques Giraud : Le facteur
- Chef machiniste: Albert Vasseur
- Machinistes; Jean-luc Vasseur

## Autour du film
- Déplorant le cuisant échec public de son film mais se félicitant tout de même de cette expérience de tournage qu'il considéra comme heureuse, Michel Legrand regretta plus encore que la critique lui refuse presque unanimement de "venir piétiner les plates-bandes de la mise en scène" en tant que musicien[2].